# Desa Golan (administrativ by i Indonesien, lat -7,56, long 111,51)
Desa Golan är en administrativ by i Indonesien.   Den ligger i provinsen Jawa Timur, i den västra delen av landet, 500 km öster om huvudstaden Jakarta.